# Lista de inscrições ao Oscar de Melhor Filme Estrangeiro em 2017
Lista das inscrições ao Oscar de Melhor Filme Estrangeiro ao Oscar 2017, 89ª edição da premiação. A Academia de Artes e Ciências Cinematográficas convidou indústrias cinematográficas de diversos países para selecionar um filme para concorrer à categoria de melhor filme estrangeiro no Oscar.
As produções representantes foram exibidas originalmente em seu país de origem de 1 de outubro de 2015 a 30 de setembro de 2016. No mundo lusófono, o Ministério da Cultura do Brasil inscreveu Pequeno Segredo e a Academia Portuguesa das Artes e Ciências Cinematográficas, Cartas da Guerra; no entanto, nenhum dos dois filmes foram indicados à premiação.

## Filmes inscritos
| País                 | Título em inglês                          | Título em português                   | Título original                       | Idiomas                                | Direção                                   | Resultadoado    |
| -------------------- | ----------------------------------------- | ------------------------------------- | ------------------------------------- | -------------------------------------- | ----------------------------------------- | --------------- |
| Afeganistão          | Parting                                   |                                       | رفتن                                  | Persa, Dari                            | Navid Mahmoudi                            | Não indicado    |
| África do Sul        | Call Me Thief                             |                                       | Noem My Skollie                       | Língua africâner                       | Daryne Joshua                             | Não indicado    |
| Albânia              | Chromium                                  |                                       | Krom                                  | Albanês                                | Bujar Alimani                             | Não indicado    |
| Alemanha             | Toni Erdmann                              | As Faces de Toni Erdmann              | Toni Erdmann                          | Alemão, Inglês, Romeno                 | Maren Ade                                 | Indicado        |
| Arábia Saudita       | Barakah Meets Barakah                     | Barakah com Barakah                   | بركة يقابل بركة                       | Árabe                                  | Mahmoud Sabbagh                           | Não indicado    |
| Argélia              | The Well                                  | Os Poços                              | البئر                                 | Francês, Árabe                         | Lotfi Bouchouchi                          | Não indicado    |
| Argentina            | The Distinguished Citizen                 | O Cidadão Ilustre                     | El Ciudadano Ilustre                  | Espanhol                               | Gastón Duprat, Mariano Cohn               | Não indicado    |
| Armênia              | Earthquake                                |                                       | երկրաշարժ                             | Armênio, Russo                         | Sarik Andreasyan                          | Não qualificado |
| Austrália            | Tanna                                     |                                       | Tanna                                 | Nauvhal                                | Martin Butler, Bentley Dean               | Indicado        |
| Áustria              | Stefan Zweig: Farewell to Europe          | Stefan Zweig: Adeus, Europa           | Vor der Morgenröte                    | Alemão                                 | Maria Schrader                            | Não indicado    |
| Bangladesh           | The Unnamed                               |                                       | অজ্ঞাতনামা                                | Bengali                                | Tauquir Ahmed                             | Não indicado    |
| Bélgica              | The Ardennes                              | Ardennes                              | D'Ardennen                            | Holandês                               | Robin Pront                               | Não indicado    |
| Bolívia              | Sealed Cargo                              |                                       | Carga Sellada                         | Espanhol                               | Julia Vargas-Weise                        | Não indicado    |
| Bósnia e Herzegovina | Death in Sarajevo                         | Morte em Sarajevo                     | Smrt u Sarajevu                       | Bósnio, Francês                        | Danis Tanović                             | Não indicado    |
| Brasil               | Little Secret                             | Pequeno Segredo                       | Pequeno segredo                       | Português                              | Família Schürmann                         | Não indicado    |
| Bulgária             | Losers                                    |                                       | Каръци                                | Búlgaro                                | Ivaylo Hristov                            | Não indicado    |
| Camarões             | Yahan Ameena Bikti Hai                    |                                       | Yahan Ameena Bikti Hai                | Hindi                                  | Kumar Raj                                 | Não indicado    |
| Camboja              | Before the Fall                           |                                       | មុនពេលបែកបាក់                              | Khmer, Inglês, Francês                 | Ian White                                 | Não indicado    |
| Canadá               | It's Only the End of the World            | É Apenas o Fim do Mundo               | Juste la fin du monde                 | Francês                                | Xavier Dolan                              | Pré-lista       |
| Cazaquistão          | Amanat                                    |                                       | Аманат                                | Casaque, Russo                         | Satybaldy Narymbetov                      | Não indicado    |
| Chéquia              | Lost in Munich                            |                                       | Ztraceni v Mnichově                   | Tcheco                                 | Petr Zelenka                              | Não indicado    |
| Chile                | Neruda                                    | Neruda                                | Neruda                                | Espanhol                               | Pablo Larraín                             | Não indicado    |
| China                | Please Open Your Window/Xuan Zang         |                                       | 大唐玄奘                              | Chinês                                 | Huo Jianqi                                | Não indicado    |
| Colômbia             | Alias Maria                               |                                       | Alias María                           | Espanhol                               | José Luis Rugeles Gracia                  | Não indicado    |
| Coreia do Sul        | The Age of Shadows                        | A Era da Escuridão                    | 밀정                                  | Coreano                                | Kim Jee-woon                              | Não indicado    |
| Costa Rica           | About Us                                  |                                       | Entonces Nosotros                     | Espanhol                               | Hernán Jiménez                            | Não indicado    |
| Croácia              | On the Other Side                         |                                       | S one strane                          | Croata                                 | Zrinko Ogresta                            | Não indicado    |
| Cuba                 | The Companion                             |                                       | El acompañante                        | Espanhol                               | Pavel Giroud                              | Não indicado    |
| Dinamarca            | Land of Mine                              | Terra de Minas                        | Under sandet                          | Dinamarquês, Alemão                    | Martin Zandvliet                          | Indicado        |
| Egito                | Clash                                     | Clash                                 | اشتباك                                | Árabe                                  | Mohamed Diab                              | Não indicado    |
| Equador              | Such Is Life in the Tropics               |                                       | Sin Muertos No Hay Carnaval           | Espanhol                               | Sebastián Cordero                         | Não indicado    |
| Eslováquia           | Eva Nová                                  |                                       | Eva Nová                              | Eslovaco                               | Marko Škop                                | Não indicado    |
| Eslovênia            | Houston We Have a Problem!                |                                       | Houston, imamo problem!               | Slovene, Sérvio, Croata, Inglês        | Žiga Virc                                 | Não indicado    |
| Espanha              | Julieta                                   | Julieta                               | Julieta                               | Espanhol                               | Pedro Almodóvar                           | Não indicado    |
| Estónia              | Mother                                    |                                       | Ema                                   | Estoniano                              | Kadri Kõusaar                             | Não indicado    |
| Filipinas            | Ma' Rosa                                  | Mãe Rosa                              | Ma' Rosa                              | Tagalog                                | Brillante Mendoza                         | Não indicado    |
| Finlândia            | The Happiest Day in the Life of Olli Mäki | O Dia Mais Feliz da Vida de Olli Mäki | Hymyilevä mies                        | Finlandês                              | Juho Kuosmanen                            | Não indicado    |
| França               | Elle                                      | Elle                                  | Elle                                  | Francês                                | Paul Verhoeven                            | Não indicado    |
| Geórgia              | House of Others                           |                                       | სხვისი სახლი                          | Georgiano                              | Rusudan Glurjidze                         | Não indicado    |
| Grécia               | Chevalier                                 | Chevalier                             | Chevalier                             | Grego                                  | Athina Rachel Tsangari                    | Não indicado    |
| Hong Kong            | Port of Call                              |                                       | 踏血尋梅                              | Língua cantonesa, Chinês               | Philip Yung                               | Não indicado    |
| Hungria              | Kills on Wheels                           | Morte Sobre Rodas                     | Tiszta szívvel                        | Húngaro                                | Attila Till                               | Não indicado    |
| Iêmen                | I Am Nojoom, Age 10 and Divorced          |                                       | أنا نجوم بنت العاشره ومطلقة           | Árabe                                  | Khadija al-Salami                         | Não indicado    |
| Índia                | Interrogation                             | Visaranai                             | விசாரணை                                  | Tamil                                  | Vetrimaaran                               | Não indicado    |
| Indonésia            | Letters from Prague                       |                                       | Surat dari Praha                      | Indonésio                              | Angga Dwimas Sasongko                     | Não indicado    |
| Irão                 | The Salesman                              | O Apartamento                         | فروشنده                               | Persa                                  | Asghar Farhadi                            | Ganhou o Oscar  |
| Iraque               | El Clásico                                |                                       | ئێل کلاسیکۆ                           | Curdo                                  | Halkawt Mustafa                           | Não indicado    |
| Islândia             | Sparrows                                  | Pardais                               | Þrestir                               | Islandês                               | Rúnar Rúnarsson                           | Não indicado    |
| Israel               | Sand Storm                                | Tempestade de Areia                   | סופת חול                              | Árabe                                  | Elite Zexer                               | Não indicado    |
| Itália               | Fire at Sea                               | Fogo no Mar                           | Fuocoammare                           | italiano                               | Gianfranco Rosi                           | Não indicado    |
| Japão                | Nagasaki: Memories of My Son              |                                       | 母と暮せば                            | Japonês                                | Yôji Yamada                               | Não indicado    |
| Jordânia             | 3000 Nights                               |                                       | 3000 ليلة                             | Árabe, Hebraico                        | Mai Masri                                 | Não indicado    |
| Kosovo               | Home Sweet Home                           |                                       | Home Sweet Home                       | Albanês                                | Faton Bajraktari                          | Não indicado    |
| Letônia              | Dawn                                      |                                       | Ausma                                 | Letão                                  | Laila Pakalniņa                           | Não indicado    |
| Líbano               | Very Big Shot                             | Um Grande Plano                       | فيلم كتير كبير                        | Árabe libanês, Francês, Inglês         | Very Big Shot                             | Não indicado    |
| Lituânia             | Seneca's Day                              |                                       | Senekos diena                         | Lituano, Russo, Estoniano              | Kristijonas Vildziunas                    | Não indicado    |
| Luxemburgo           | Voices from Chernobyl                     | O Suplício: Vozes de Chernobyl        | La Supplication                       | Francês                                | Pol Cruchten                              | Não indicado    |
| Macedónia do Norte   | The Liberation of Skopje                  |                                       | Ослободување на Скопје                | Macedônio, Alemão, Búlgaro             | Rade Šerbedžija, Danilo Šerbedžija        | Não indicado    |
| Malásia              | Beautiful Pain                            |                                       | Redha                                 | Malaio                                 | Tunku Mona Riza                           | Não indicado    |
| Marrocos             | A Mile in My Shoes                        |                                       | مسافة ميل بحذائي                      | Árabe                                  | Said Khallaf                              | Não indicado    |
| México               | Desierto                                  | Deserto                               | Desierto                              | Espanhol, Inglês                       | Jonás Cuarón                              | Não indicado    |
| Montenegro           | The Black Pin                             |                                       | Igla ispod praga                      | Montenegrino                           | Ivan Marinovic                            | Não indicado    |
| Nepal                | The Black Hen                             | Nas Estradas do Nepal                 | कालो पोथी                                 | Nepali                                 | Min Bahadur Bham                          | Não indicado    |
| Noruega              | The King's Choice                         |                                       | Kongens nei                           | Norueguês, Dinamarquês, Alemão         | Erik Poppe                                | Pré-lista       |
| Nova Zelândia        | A Flickering Truth                        | Uma Verdade Cintilante                | A Flickering Truth                    | Dari                                   | Pietra Brettkelly                         | Não indicado    |
| Países Baixos        | Tonio                                     |                                       | Tonio                                 | Holandês                               | Paula van der Oest                        | Não indicado    |
| Palestina            | The Idol                                  | O Ídolo                               | يا طير الطاير                         | Língua árabe, Espanhol                 | Hany Abu-Assad                            | Não indicado    |
| Panamá               | Salsipuedes                               |                                       | Salsipuedes                           | Espanhol                               | Ricardo Aguilar Navarro, Manuel Rodríguez | Não indicado    |
| Paquistão            | Mah-e-Mir                                 |                                       | ماہ میر                               | Urdu                                   | Anjum Shahzad                             | Não indicado    |
| Peru                 | Videophilia (and Other Viral Syndromes)   |                                       | Videofilia: y otros síndromes virales | Espanhol, Inglês                       | Juan Daniel Fernández                     | Não indicado    |
| Polónia              | Afterimage                                |                                       | Powidoki                              | Polonês                                | Andrzej Wajda                             | Não indicado    |
| Portugal             | Letters from War                          | Cartas da Guerra                      | Cartas da Guerra                      | Português                              | Ivo Ferreira                              | Não indicado    |
| Quirguistão          | A Father's Will                           |                                       | Атанын керээзи                        | Quirguiz                               | Bakyt Mukul, Dastan Japar Uulu            | Não indicado    |
| Reino Unido          | Under the Shadow                          | Sob as Sombras                        | زیر سایه                              | Persa                                  | Babak Anvari                              | Não indicado    |
| República Dominicana | Sugar Fields                              |                                       | Flor de Azúcar                        | Espanhol                               | Fernando Baez Mella                       | Não indicado    |
| Roménia              | Sieranevada                               |                                       | Sieranevada                           | Romeno                                 | Cristi Puiu                               | Não indicado    |
| Rússia               | Paradise                                  | Paraíso                               | Рай                                   | Russo, Alemão, Francês, Língua iídiche | Andrei Konchalovsky                       | Pré-lista       |
| Sérvia               | Train Driver's Diary                      | Diário de Um Maquinista               | Дневник машиновође                    | Sérvio                                 | Miloš Radović                             | Não indicado    |
| Singapura            | Apprentice                                |                                       | Apprentice                            | Malaio, Inglês                         | Boo Junfeng                               | Não indicado    |
| Suécia               | A Man Called Ove                          | Um Homem Chamado Ove                  | En man som heter Ove                  | Sueco                                  | Hannes Holm                               | Indicado        |
| Suíça                | My Life as a Zucchini                     | Minha Vida de Abobrinha               | Ma vie de Courgette                   | Francês                                | Claude Barras                             | Pré-lista       |
| Tailândia            | Karma                                     |                                       | อาปัติ                                  | Tailandês                              | Kanittha Kwanyu                           | Não indicado    |
| Taiwan               | Hang in There, Kids!                      |                                       | 只要我長大                            | Chinês, Atayal                         | Laha Mebow                                | Não indicado    |
| Tunísia              | As I Open My Eyes                         | Assim que Abro meus Olhos             | À peine j'ouvre les yeux              | Árabe tunisino, Francês                | Leyla Bouzid                              | Não indicado    |
| Turquia              | Cold of Kalandar                          |                                       | Kalandar Soğuğu                       | Turco                                  | Mustafa Kara                              | Não indicado    |
| Ucrânia              | Ucraniano Sheriffs                        |                                       | Українські шерифи                     | Ucraniano                              | Roman Bondarchuk                          | Não indicado    |
| Uruguai              | Breadcrumbs                               |                                       | Migas de pan                          | Espanhol                               | Manane Rodriguez                          | Não indicado    |
| Venezuela            | From Afar                                 | De Longe Te Observo                   | Desde allá                            | Espanhol                               | Lorenzo Vigas                             | Não indicado    |
| Vietname             | Yellow Flowers on the Green Grass         | Flores Amarelas na Grama Verde        | Tôi thấy hoa vàng trên cỏ xanh        | Vietnamita                             | Victor Vu                                 | Não indicado    |